# M79榴彈發射器
M79榴彈發射器（英文的別名有、和）首次在越戰中嶄露頭角。它有著大型膛室的設計，與一些大口徑的截短型霰彈槍在外型上十分相似。它能夠發射許多種不同用途的40毫米榴彈，包括高爆彈、人員殺傷彈（anti-personnel）、煙霧彈、鹿彈（buckshot）、鏢彈（flechette）、照明彈和燃燒彈。在越戰之後，M79本身的成功使得廠商迫不及待開發了步槍下掛式的M203榴彈發射器，但即使如此M79榴彈發射器仍然因特定原因被美軍部分部隊繼續採用。

## 歷史
M79榴彈發射器的開發是源自美軍在1950年代後期的一個提高步兵火力及比槍榴彈更遠的拋射爆炸力的武器計劃，名為。最初成功研制了40×46毫米榴彈，但無法開發出可多發發射的版本，而春田兵工廠開發了一种單發肩射的版本，名為「S-3」，其後改進成「S-5」，一种外形類似霰彈槍的單發式榴彈發射器，「S-5」被美國陸軍命名為XM79，在改進瞄準標尺後，美國陸軍把春田兵工廠的XM79在1960年12月15日定名為M79並正式裝備。
1961年，第一把M79送到了越南的美國陸軍手上，它們被定位為中距離的支援武器，以填補手榴彈和迫擊砲兩者攻擊距離之間的空隙（越戰時期美製M2迫擊砲射程是91到1815公尺），給予了小班制的士兵十分強大的攻擊力。由於它的重量輕巧以及緊湊的長度，證明了它在叢林游擊戰中十分有效。而為了能使武器更方便攜帶，有些士兵更裝備有削短槍托的版本。
在槍管下掛式榴彈發射器M203推出後，美軍逐漸以它取代M79，但後者至今仍裝備國民警衛隊。由於M203射程較短及準度較遜，一些派駐阿富汗和伊拉克等地執行任務的美國特種作戰部隊至今也繼續使用M79。

## 設計

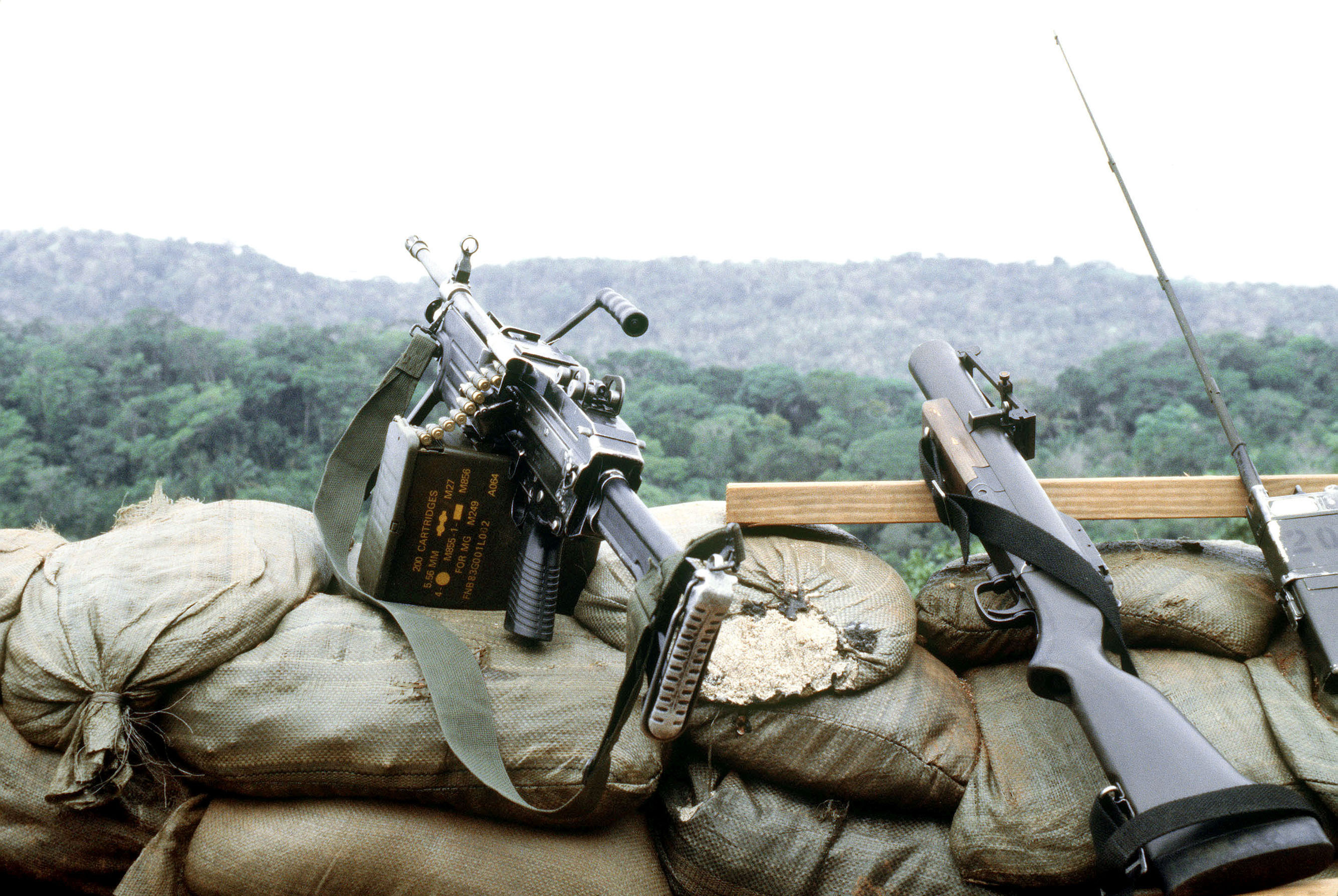
一把M249及一把M79，於巴拿馬運河區

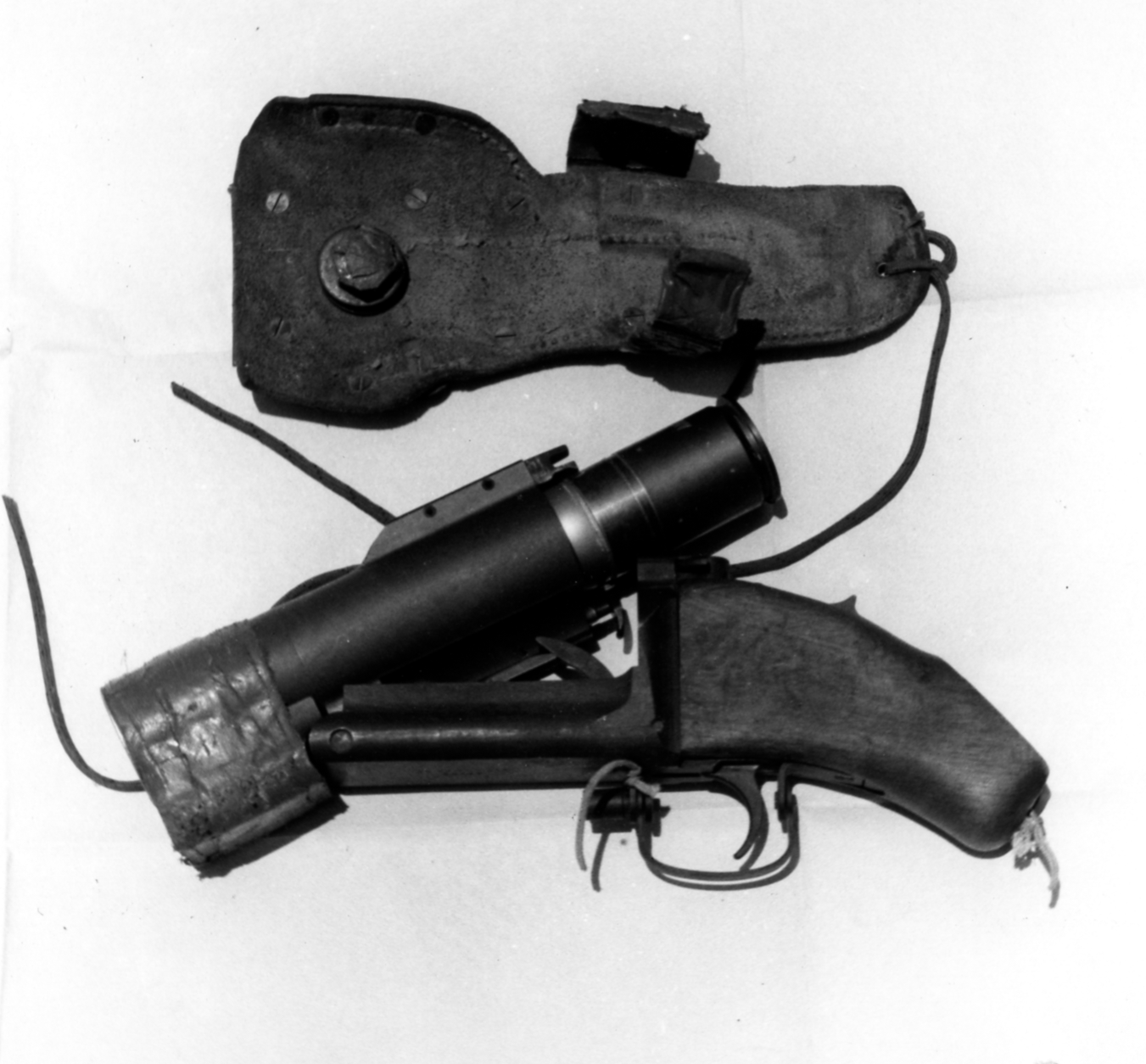
一把削短槍托和槍管的M79

M79是採用單發射擊、單發裝填的肩射型武器，它使用了單管或雙管散彈槍常用的折開式槍機設計，這表示上膛時需要把槍管後部打開，將40毫米榴彈裝入後再將槍管折回原處射擊。在護木底端有著一個橡皮墊，以吸收一些發射時產生的後座力。在槍管約一半處頂部有一個階梯形狀的可調瞄準標尺，和槍管尾端的一個葉子狀的瞄準具搭配使用，在瞄準具中可以有25米到375米之間的視野。由於是以較低的膛壓，使得榴彈初速度較低，射出時會以拋物線飛行。M79槍管刻劃的膛線能和榴彈外圍突起密合，使榴彈發射時會產生旋轉的效果，有助於維持彈道的穩定性。在經驗豐富的射手上，M79可以穩定的朝200米以外的目標射擊。部份士兵認為M79太長和太笨重，因此便自行把其槍托削短或改短槍管。

## 彈藥

美軍的40毫米彈藥（英文說明）

M79可以使用多種40毫米彈藥（這些彈藥也可給M203榴彈發射器使用），除了非致命的煙霧彈和照明彈以外，大多分三種類型：

### 高爆彈
M406（口徑40毫米，裝填高爆炸藥的榴彈）從M79發射出來的槍口初速大約每秒75公尺，爆炸之後會產生300個以上的碎片，這些碎片速度高達每秒1524米，致命的範圍是半徑5米內。同時這種彈藥內含旋轉啟動的保險機制，在彈藥飛行15到25米後，備炸保險才會開啟，防止近距離擊中目標而使射手本身受到波及。不過某些歐洲國家生產相同規格的40毫米彈藥，因為採用不同形式的備炸保險設計，在11米內仍有可能引爆。

### 近距離霰彈

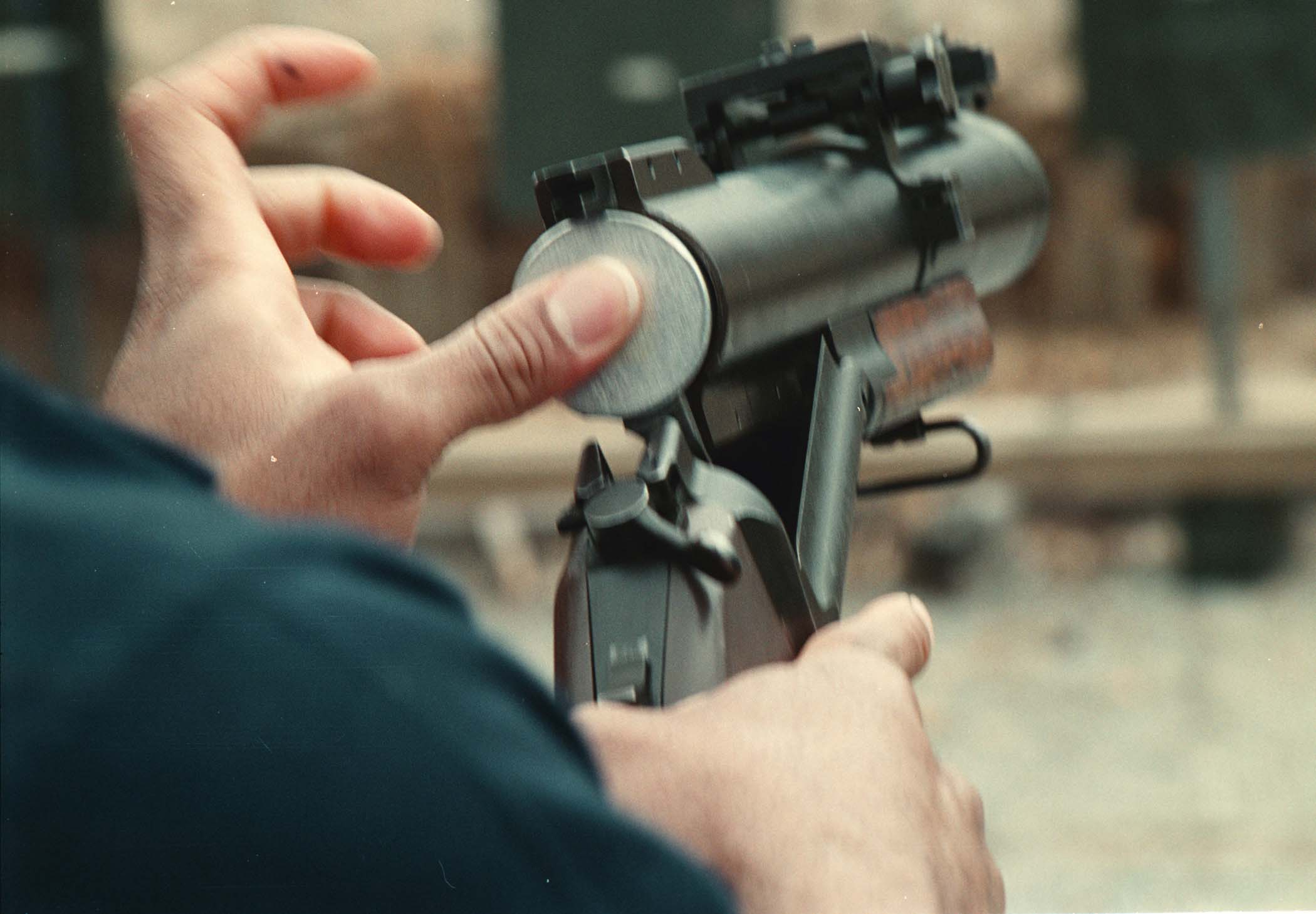
正在裝填非致命彈藥的M79。

有兩種40毫米彈藥是為了近身距離作戰而開發的。一種是鏢彈（或稱蜂巢彈）一次發射數十發的飛鏢彈頭來殺傷敵人。另一種則是後來用來取代鏢彈的M576鹿彈，一發子彈裡面包含了27發大號鉛彈，這是種在近距離時具有很大殺傷力的彈藥。

### 非致命彈／防暴彈
M79可以發射防暴彈藥及非致命彈藥（M203也能發射），較常見的三種彈藥為M651催淚彈、M1006橡膠子彈及M1029防暴彈，而M79榴彈發射器也可以獨家發射極長型號的M674催淚彈。

## 使用國

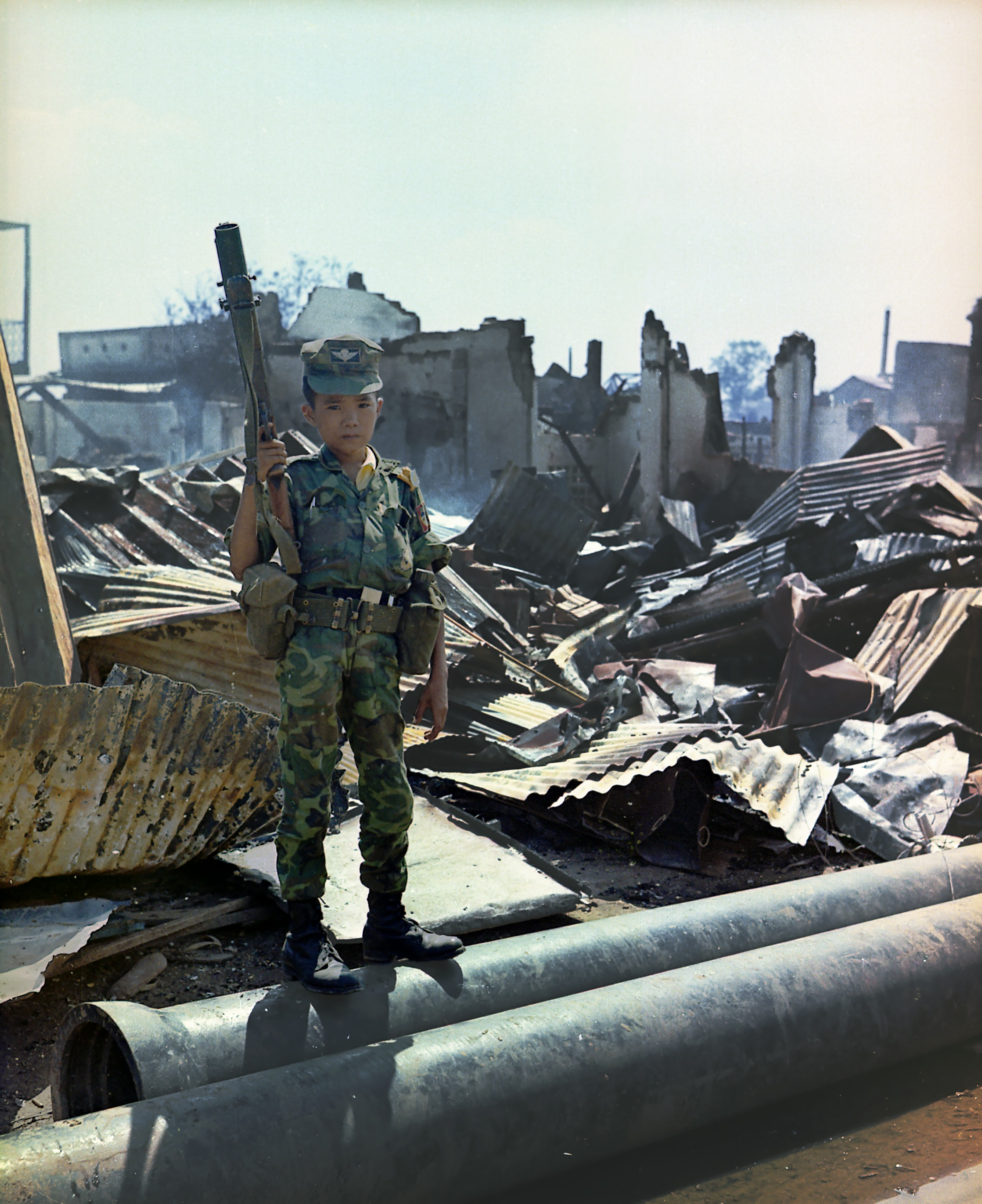
1968年新春攻勢中，一名手持M79榴彈發射器的南越陸軍兒童兵

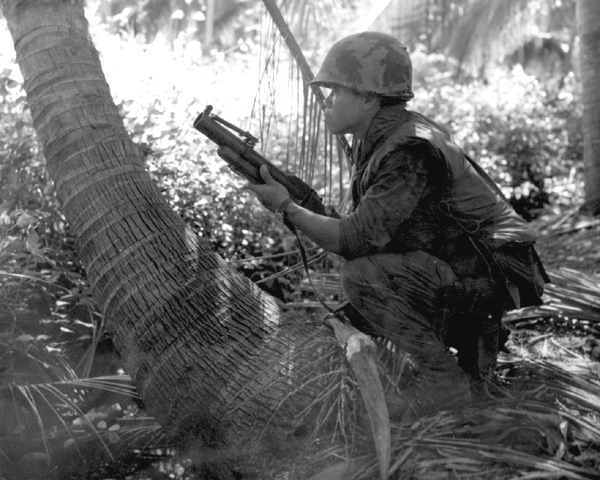
一名在越戰期間裝備M79的泰國皇家陸軍志願兵

- - 澳洲軍隊（已退役）
- 玻利维亚
- 巴西
- 柬埔寨
- 哥伦比亚
- 埃及
- 薩爾瓦多
- 衣索比亞
- 斐济
- 法國
  - 國家憲兵干預組（已退役）
- 希腊
- 海地
- 印度尼西亞
- 伊朗：巴列維政權時期從美國進口。
- 伊拉克
- 愛爾蘭
- 以色列
- 牙买加
- 约旦
- 黎巴嫩
- 利比亞
- 马来西亚
- 墨西哥
- 蒙特內哥羅
- 緬甸
- 新西兰
- 尼加拉瓜
- 阿曼
- 巴拉圭
- 菲律賓
- 葡萄牙
- 沙烏地阿拉伯
- 新加坡
- 南非
- ：由大宇授權生產並命名為「KM79」。
- 西班牙
- 中華民國
  - 中華民國國軍
- 泰國
  - 泰國軍隊
- 土耳其
- 英国
  - 英國陸軍空降特勤團（已退役）
- 美国
  - 美國軍隊（已退役）
    - 美國特種作戰司令部（目前仍有限使用）
      - 美國陸軍第1特種部隊司令部
      - 美國海軍特種作戰開發群
- 越南：越南戰爭期間繳獲自美軍及繼承自前南越政權。後來於當地生產。
  - 越南人民軍
- 葉門

### 前使用國
- 越南共和国
  - 越南共和國軍

### 非國家團体／恐怖組織
- 科西嘉民族解放阵线

## 登場作品
M79同時出現在多部电影、电子游戏和动画裡，例如：

### 電影
- 1987年—：由派往越南作戰的美國海軍陸戰隊隊員所使用。
- 1991年—：由終結者T-800（阿諾德·施瓦辛格飾演）所使用。
- 2010年—《浴血任務》：由岡納（杜夫·朗格林飾演）和嘉薩將軍的一名士兵所使用。

### 電子遊戲
- 1998年—
- 2001年—《江湖本色》：命名為「榴彈發射器」。
- 2002年—《Soldat》：第7件主要武器。
- 2004年—
- 2007年—：最早於韓國版2009年12月3日時推出一般型，英文名稱為「M79 Sawed Off」。為削短槍托短槍管型，最高攜彈量5—20發（視遊戲模式而定），奇怪地榴彈能夠在零距離引爆。使用黑色槍管和木製護木及削短握把，握把上刻有「CSO」的字眼。港台地區和中国大陆地區於2009年12月7日推出一般型，前者命名為「噬血榴炮」，後者命名為「爆焰旋风」；在各地版本均已開放使用。另外亦有兩種改進版：
  - M79 Sawed Off Gold：為M79的黃金版本，除木製部份外槍的其他部份均是金色，握把上刻有金色的「CSO」的字眼，而且多攜帶1發榴彈。港台地區於2011年10月18日推出，命名為「黃金噬血榴炮」；中国大陆地區於2011年10月19日推出，命名為「金焰旋风」；
  - Shooting Star：為M79的另一改良型，榴彈爆炸時會迸出絢麗的火花，點擊滑鼠右鍵可使用特殊攻擊「橡膠榴彈」，利用其反彈特性進行攻擊時，將迫使敵人無法判斷砲彈發射來向，在戰場中更增添機動性與戰略性。港台地區於2012年5月15日推出，命名為「星鑽彩砲」；中国大陆地區於2012年5月16日推出，命名為「万花筒」。
- 2007年—：由主角奈森·德瑞克（Nathan Drake）所使用。
- 2009年—及重製版：命名為「桑普」，最高攜彈量為21發（戰役模式）和3發（聯機模式），榴彈無法在近距離引爆，但直接命中要害仍可擊殺對方。特種行動模式中由141特遣隊和巴西武裝團匪所使用，聯機模式時於等級14解鎖，沒有任何可以使用的改裝。
- 2009年—《殺戮空間》：命名為「榴彈發射器」。
- 2009年—：命名為「榴彈發射器」，附有手電筒。
- 2010年—：命名為“榴弹枪”，可以改装长枪管以延长射程。
- 2010年—：只於越戰資料片中登場，命名為「M79」。
- 2012年—：只於多人遊戲中登場，為突擊兵的特別武器。若持有一把裝有下掛式榴彈發射器的突擊步槍時就無法使用。
- 2014年—《2》：於2014年9月4日發售的下載內容「Gage Assault Pack」中推出，名稱為「GL40 Grenade Launcher」，可進行改造與加裝配備。
- 2014年—《4》：為削短槍托型，命名為“M79”，榴彈無法在近距離引爆。奇怪地在瞄準時表尺會自動彈起。
- 2015年—：命名為「M79」，由罪犯機械師（Mechanic）所使用，榴彈能夠在近距離引爆，此外在瞄準時不會使用表尺。
  - 發射催淚彈的版本能夠由罪犯操作者（Operator）所使用。
- 2015年—《殺戮空間2》：爆破兵（職業）屬下 Tier 2 武器，命名為「M79 Grenade Launcher」。
- 2017年—《風起雲湧2：越南（英语：Rising_Storm_2:_Vietnam）》：由美國陸軍及美國海軍陸戰隊擲彈兵所使用，備炸保險為14公尺。
- 2018年—《5》：為削短槍托型，命名為“M79”，榴彈無法在近距離引爆。奇怪地在瞄準時表尺會自動彈起。
- 2019年—《重製版》：命名為“GM 79”。克蕾兒使用武器之一。
- 2019年—
- 2019年—《絕地求生》：為削短槍托型，命名為“M79”，奇怪地在瞄準時表尺會自動彈起。
- 2020年—《決勝時刻：黑色行動冷戰》：命名為“M79”。
- 2021年—《6》：為削短槍托型，命名為“M79”，榴彈無法在近距離引爆。奇怪地在瞄準時表尺會自動彈起。
- 2021年—《惡靈古堡 村莊》：命名為“GM 79”。
- 2022年—《蔚藍檔案》：冰室瀨奈的固有武器「救急用突入醫療包」原型。

### 動畫
- 2005年—《血戰》：由路易斯所使用。
- 2006年—第一季：由萊薇攻擊敵對幫派的船員時所使用。
- 2013年—《核爆默示錄》：由小津歌音所使用。
- 2015年—《絕命制裁X》：由梨田織葉所使用，被其命名為「I★DOL BUSTER」。

### 輕小說
- 2014年—《刀劍神域外傳Gun Gale Online》：SJ4中由V2HG小隊的其中一人所使用。

## 外部連結
- （英文）—越戰資料庫
- （英文）—馬丁的越戰資料
- （英文）—Nazarian—M79 （页面存档备份，存于）
- （英文）—Modern Firearms—M79 40mm grenade launcher （页面存档备份，存于）
- （中文）—槍炮世界—M79榴弹发射器 （页面存档备份，存于）